# Érard Ier d'Aulnay
Érard Ier d'Aulnay († en 1185) est seigneur d'Aulnay et maréchal de Champagne à la fin du XIIe siècle. Il est le fils de Nivelon d'Aulnay, premier seigneur d'Aulnay connu. Le nom de sa mère est inconnu, mais elle serait probablement apparentée à la maison de Villehardouin.

## Biographie
En 1173, il est choisi pour arbitrer un litige à propos du bois de Moillebrebis entre l'abbaye de Trois-Fontaines et les habitants de Cheminon.
Il est nommé comme maréchal de Champagne en 1184 dans une charte de la comtesse de Champagne Marie.
En 1180, il s'empare par la force de la seigneurie de Saint-Amand qui appartient au chapitre de la cathédrale de Châlons. Malgré la sentence d'excommunication lancée contre lui, il garde cette seigneurie. Il meurt excommunié en 1185.
À sa mort, il est remplacé dans sa fonction de maréchal de Champagne par Geoffroi de Villehardouin (probablement son oncle). Son fils, Odard d'Aulnay prendra la suite de Geoffroi vers 1206.
Après sa mort, sa veuve et ses enfants, pour réparer ses torts, font don au chapitre de la cathédrale de Châlons d'une partie des dîmes d'Aulnay et de Saint-Amand.

## Mariage et enfants
Il épouse avant 1168 Adeline d'Arzillières, fille de Guillaume Ier d'Arzillières, seigneur d'Arzillières, et d'Yvette de Rethel, dont il a au moins deux enfants :
- Odard d'Aulnay, qui succède à son père et qui est également maréchal de Champagne.
- Érard d'Aulnay, qui épouse Ermengarde de Pougy, fille de Renaud II de Pougy, seigneur de Pougy et de Marolles, et d'Ode de Noyers.
- Vilain d'Aulnay, croisé en 1200, à Acre de 1200 à 1206. Il fait don aux templiers des terres de Sancey.
- Mahaut d'Aulnay.